# 運転免許

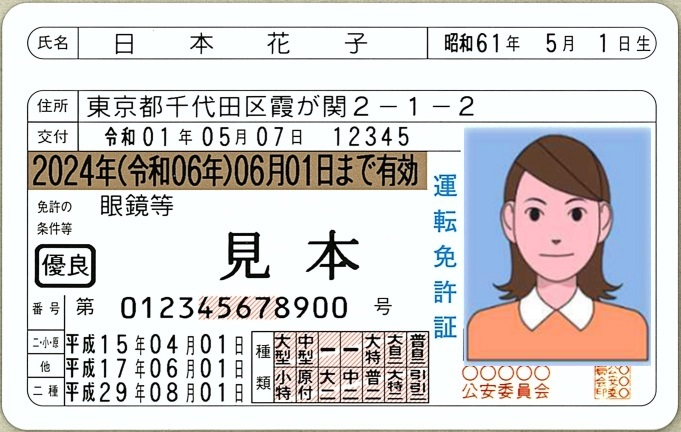
日本の自動車の運転免許証の表面
（2021年現在交付されているもの）

運転免許（うんてんめんきょ）とは、運転に一定の技量が必要な機械装置や設備の運転に対する免許のことである。免許の保有を証明して交付される公文書を運転免許証という。

## 概説
自動車の運転免許に関しても、世界の多くの国で法律に基づいた免許制度が実施されており、試験によって安全に運行する技量と知識を持つかどうか調べられ、その結果それを持つと判断された者に対しては付与される、ということになっている。

## 各国の運転免許

### 日本
日本の制度では、運転免許の制度・規則については、日本国政府が定める道路交通法及び下位命令により規定されており、その管理は各都道府県の公安委員会が行うが、実際の業務は法令の委任により警視庁及び各道府県の警察本部が行っており、運転免許は国家公安委員会・警察庁交通局の管理監督を受ける国家資格となっている。
道路における自動車及び原動機付自転車の運転を特別に認める許可のことを「運転免許」としている。そして、運転免許は、運転免許証を交付して行なうことになっている（道路交通法第92条）。
2025年3月、運転免許証をマイナンバーカードに組み込むマイナ免許証が開始となった。

### ヨーロッパ
欧州では、助手席に指導員が同乗していれば免許のない者が公道で練習できる国もある。練習場を持たず、事務所と教習車だけ所有する教習所が多い。またモペッド（日本で言う原動機付自転車）は免許不要。

#### フランス
例えばフランスなどがそうであり、人が多く住んでいるパリなど都市部を含めたほぼ全ての教習所が、練習用コースを備えていない（街には練習用コースなどを設けるスペースが無いため）。
- 教習所の施設というのはせいぜいアパルトマン内に置かれている事務所および座学用教室である。教習所に入学した日に（ほんの数時間程度の座学の後、入学初日であるが）いきなり路上（公道）での実習も開始する。合格に必要な視力は、フランスの場合0.5以上。

フランスの教習所は国家によって運営されている。近年教官数が不足の状態に陥っており、2015年1月時点で「申し込んでから、受講が始まるまで平均98日待ち」という状態になっている。国民からは「早急に状況を改善してほしい」と要求されているため、フランス政府は、教官を増員させる方法によって「『98日待ち』から『45日待ち』の状況まで改善しよう」と方策を検討しており、実現が望まれている。
緊急策として「郵便局（国営）の職員に教習所教官になるための短期間のトレーニングをほどこして教習所教官に仕立てあげる」という策が提示されたが、免許を取得しようとしている一般の人々の間では「十分な訓練を受けていない教官では困る」と感じている人も多く、また郵便局関係者側からも不評を買っており「ただでさえ失業率が高いのだから、何も郵便局職員を教習所教官にしなくてもいいはずだ（新たに教官になる人を国が雇い、失業率改善にも役立てるべきだ）」という意見が表明されている。

### 中東

#### サウジアラビア
女性の自動車運転を禁止していたが、2018年6月24日に女性の自動車運転が解禁された。

### 中国
中国では、中華人民共和国道路交通安全法条例や中華人民共和国機動車運転証管理弁法により定められており、18歳以上（バスと無軌道電車は20歳以上，中型客車は21歳，大型客車は26歳）で取得できるが上限が設けられており取得できるのは70歳まで（大中型客車、大型貨物と無軌道電車は50歳まで）となっている。60歳で農業用車両と一般オートバイを除く大中型免許が取り消しされる。70歳で小型車と原付を除くすべての免許取り消しとなる。

### 台湾
道路交通安全規則によって定められており、道路で自動車やオートバイを運転する者は中華民国交通部から運転免許証を交付してもらうこととなっている。

### 韓国
大韓民国道路交通法によって定められており、道路で自動車や原動機付自転車を運転する者は警察署長（道路交通公団が代行している）から運転免許証を交付して行うことになっている（大韓民国道路交通法第80条）。

### アメリカ合衆国
アメリカ合衆国では道路交通法が連邦法ではなく州法なので、各州の担当部署（道路局または自動車局）が発給を担当している。ただし、外交や公用で滞在する外国人（外交官アグレマン・外交や公用ビザの保持者）に対しては、アメリカ合衆国国務省（外務省相当）が運転免許証を発給することができる。
取得年齢は州によって異なるが、多くの場合16歳以上で、学科講習や筆記試験は15歳から受けられる。学科講習は18歳以下を対象に高等学校や教習所で行われるものが殆どで、それ以上の年齢の場合は各自でドライバー・ガイドを読んで筆記試験に臨む。日本と異なり、助手席に指導者（年齢と運転経験年数の条件を満たしている必要がある）が乗車していれば、全く運転をしたことがない人が「Student Driver」と表示して路上で練習して良いところもある。実技試験は日本よりかなり簡単であるが、危険な運転や違反行為があった場合その場で失格・試験終了となる。筆記試験は、多言語での試験問題が用意されており、日本語で受験できる試験場もある。合格に必要な視力（矯正可）は普通車で20/40（日本でいう0.5）以上である。教習所はヨーロッパと同様に学科講習用のスペースと事務所が設けられているのみで練習用コースは無く、入学初日から路上教習を開始する。
また二輪車に関しては、免許は多くの州で排気量の区分がない。モペッド（日本で言う原動機付自転車）は免許不要。

### メキシコ
メキシコ国内では、首都のメキシコ市及び州毎に制度が異なるが、メキシコ市の場合は、有権者カードと住所を証明できるもの、手数料があれば無試験で免許が得られる。過去においては試験制度が存在していたが、汚職が横行したため無試験になったという経緯がある。

### 発展途上国
発展途上国にも運転免許の制度があるが、無免許で運転しているケースも地域によっては珍しくない（運転技術は経験により習得）。免許を取得できない理由としては、文盲のため受験不可、制度の不備により免許不用で運転できる車両が多いといったことがあげられる。

## 国際運転免許
国際運転免許とは、ジュネーブ交通条約（日本も批准）またはウィーン交通条約（日本は批准せず）により、条約締結国間で相互に運転免許の有効性を認める、というしくみによるものである。簡便な手続きによって、自国で免許を持っているということを証明するような文書（あるいは厚紙で作成されたカード状文書）を発行する。有効期間は発行後1年間だが、母国の運転免許が失効した場合は当然に無効となる。最高でも180日程度の短期滞在者向けであり、長期滞在の場合にはその国で免許を取る必要がある。
また、ドイツ、フランス、スイス、イタリア、ベルギー、台湾（中華民国）の運転免許に関しては、その免許証と翻訳を携帯している限り日本国内での運転が可能である。ただし、日本上陸1年以内であること、当該国の運転免許が有効であること、日本国内に住民票を有するものまたは外国人登録者は日本出国から入国まで3か月以上経過している者であることという制限がある。
なお、日本国はウィーン交通条約を批准していないため、この条約に基づいた国際運転免許証では、日本国内で運転することができない。

## 臓器提供意思表示欄
- 臓器提供意思表示カード‐平成22年7月17日に日本の運転免許に臓器提供意思表示欄が設ける法改正が行われた[8]
- アメリカの統一死体提供法（英語版） - アメリカの自動車運転免許に臓器提供意思表示記入欄を設ける法律。
- イギリスの運転免許には、ドナー意思表示登録を行ったことを示すコードとして、115が印字される[9]。